# Acadèmia de Ciències de Letònia
L'Acadèmia de Ciències de Letònia (en letó: Latvijas Zinātņu akadēmija) és l'associació de científics més destacats del país. Es troba a Riga (Letònia).
El 14 de febrer de 1946 es va celebrar una primera junta general per donar lloc a la creació de l'Acadèmia de Ciències de Letònia, a la qual van assistir 13 acadèmics. En aquells dies, encara que es considerava de caràcter independent, estava formada en gran part per membres de l'URSS. La seva creació va contribuir a atorgar fama i notorietat a la ciutat entre la comunitat científica.
L'actual seu de l'Acadèmia va ser construïda després de la Segona Guerra Mundial, entre els anys 1953 i 1956. L'estructura és de formigó armat, l'estil és el característic dels grans edificis soviètics de l'època, i compte, a més a més, amb una ornamentació en què es distingeixen martells, falçs i adorns i motius folklòrics letons. Quan va finalitzar la construcció, es va convertir en el primer gratacel de la mencionada república, amb 108 metres d'alçada.

## Composició
L'Acadèmia de les Ciències de Letònia està composta per diferents òrgans, dividits en gestories i departaments: 

### Gestió
- Consell de Supervisió
- Junta de Governadors
- Secretaria

### Departaments
- Física i Ciències Tècniques
- Química, Biologia i Medicina
- Humanitats i Ciències Socials
- Ciències Forestals i Ciències Agrícoles
- Ciència i Tecnologia del Centre de Recerca
- Comissió de Terminologia
- Programació
- Consell Científic
- Membres Estrangers
- Direcció de Gran Altura